# Oskoruš
Oskoruš (wł. Oscurus) – wieś w Chorwacji, w żupanii istryjskiej, w mieście Buje. W 2011 roku liczyła 51 mieszkańców.